# Peter Maßmann
Peter Maßmann (* 13. Februar 1916; † 20. Februar 2000 in Saulheim bei Mainz) war ein deutscher Theaterschauspieler, -regisseur und -intendant.

## Leben
Peter Maßmann absolvierte von 1937 bis 1939 an der Staatlichen Schauspielschule Hamburg eine Ausbildung zum Schauspieler und Regisseur. Am Stadttheater Rostock und am Oldenburgischen Staatstheater sammelte er als Schauspieler erste Erfahrungen.
Nach dem Krieg war er zunächst Schauspieler am Stadttheater Wuppertal, dann 1950 (oder schon früher) bis 1960 Schauspieler an den Städtischen Bühnen Gelsenkirchen, wobei er 1953 auch als Regieassistent eingesetzt wurde und ab dem darauf folgenden Jahr selbst bei Schauspielen und Operetten Regie führte. In seinem letzten Jahr in Gelsenkirchen war er der Stellvertreter des Generalintendanten. Es folgte seine erste Intendanz am Osnabrücker Theater am Domhof von 1960 bis 1968.
1967 wurde Maßmann für einen der vier frei gewordenen Intendantenposten in Braunschweig, Aachen, Basel und Wiesbaden gehandelt. Tatsächlich wurde er 1968 Generalintendant der Städtischen Bühnen Aachen. Er wirkte dort bis zum Jahresende 1980 und wurde am 24. Juni 1981 in einem Festakt offiziell verabschiedet. In seiner Amtszeit erreichte Maßmann, dass das Theater in einen kommunalen Eigenbetrieb umgewandelt wurde. Die Auslastungsquote des eigenen Hauses konnte er steigern und mit der Stadt Rheydt einen Vertrag über 40 Gastvorstellungen abschließen. Zu seinen Neuerungen zählt auch die Aufnahme von Musicals in den Spielplan.
Seine Tochter Yvonne Maßmann (* 1950) war Schauspielerin am Stadttheater Gießen. Ihr verdankt Maßmann die Entdeckung und Verpflichtung von Tenor Willy Schell, der sonst von Gießen nach Augsburg gewechselt wäre, statt eine jahrzehntelange Verbundenheit mit Aachen zu begründen.

## Auszeichnungen
- 1976: Bundesverdienstkreuz am Bande